# Callihan (Automobilhersteller)
Callihan war ein US-amerikanischer Hersteller von Automobilen.

## Unternehmensgeschichte
E. Scott Callihan zog 1880 nach Woonsocket in South Dakota. 1883 fertigte er einen Dampfwagen, dem bis 1905 weitere folgten. Der Markenname lautete Callihan.

## Fahrzeuge
Das erste Fahrzeug war ein Dreirad mit vorderen Einzelrad. Der Dampfmotor hatte zwei Zylinder. Das Fahrzeug soll 24 km/h Höchstgeschwindigkeit erreicht haben. Über die späteren Fahrzeuge ist nichts bekannt.